# ネッカチーフ

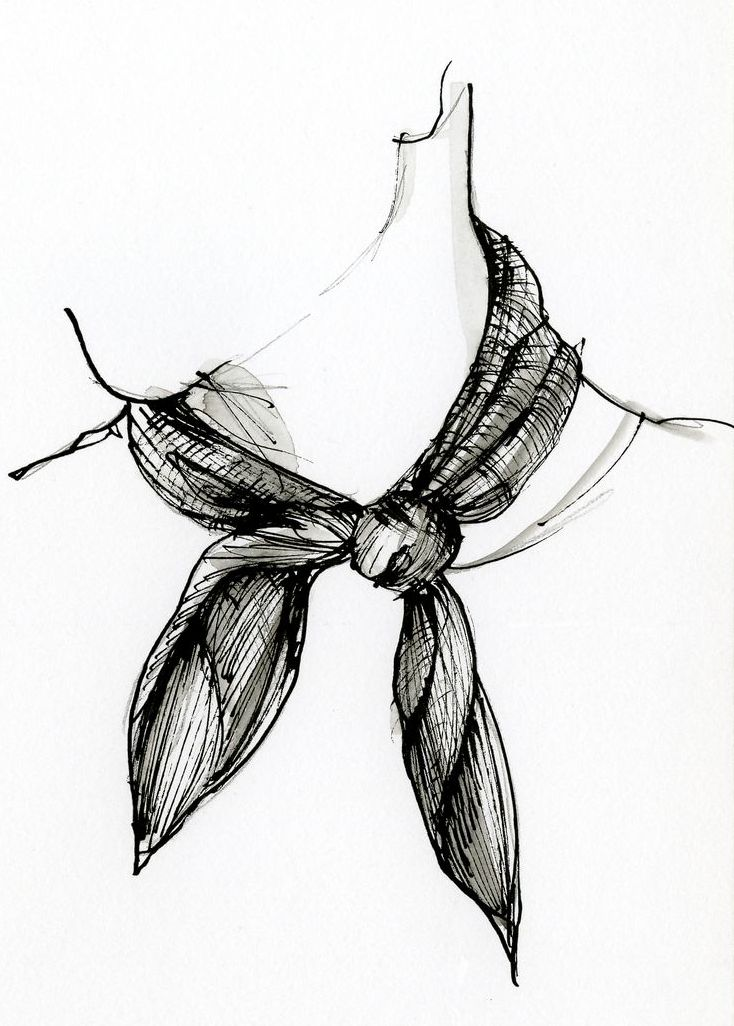
ネッカチーフ

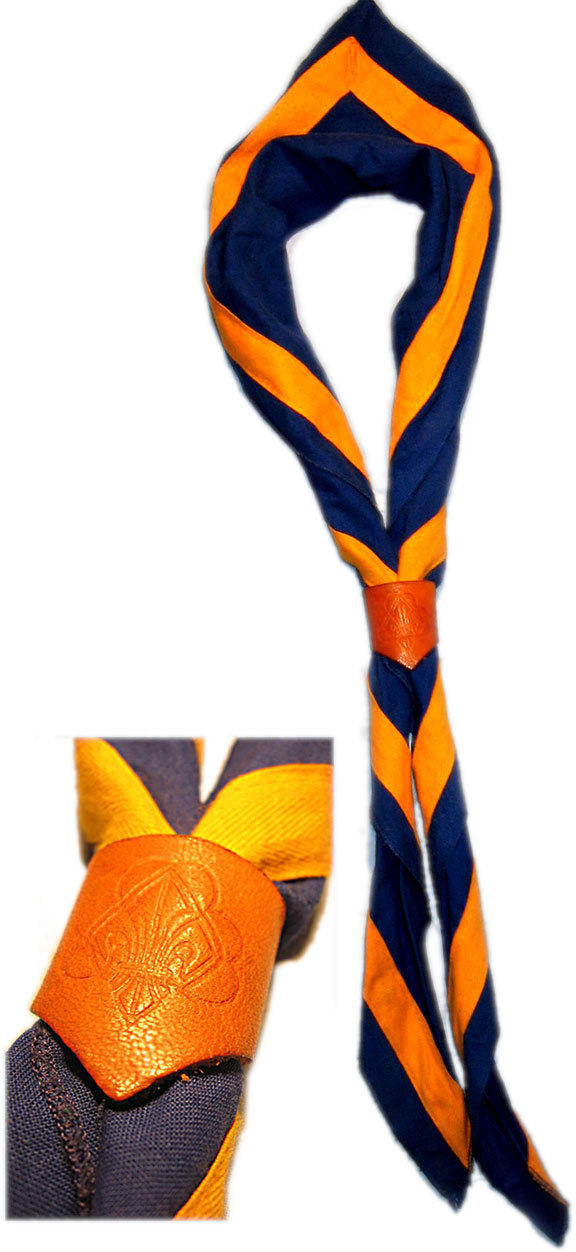
ネッカチーフとチーフリング

ネッカチーフ（英: neckerchief ）とは、首に巻く方形または帯状の装飾用の小さな布。保温を目的としたものもある。スカーフとほぼ同じものであるが、スカーフより小さいものを指すことが多い。 

## 名称
日本語「ネッカチーフ」は、英語 "neckerchief" を音写した外来語である。少なくとも1914年（大正3年）刊行の勝屋英造編『外来語辞典』に掲載されていることが確認できる。
英語 "neckerchief" は、"scarf for the neck（首に巻くスカーフ）" の意味で14世紀末期に成立した中英語に由来する。その中英語の語源にあたるのは neck（ネック、首）と kerchief（カーチフ）で、neckerchief はこれら2語の複合語である。なお、kerchief は "a covering for the head" すなわち「頭巾」を意味し、中世ヨーロッパの女性の、特に農民がよく使っていた正方形の布を指す。そして、実際のカーチフは頭と首をともに包む大きな布であった。

## 歴史
頭と首をともに包む大きな布であったカーチフから分化した当初のネッカチーフは、麻で作られるのが普通で、着用するのは女性と子供に限られていた。ところが、19世紀後半以後になると、正方形の小型スカーフをも指すようになった。素材の種類も増えてゆき、絹、合成繊維、薄手のウール、木綿などが使用されるようになった。

## ボーイスカウトのネッカチーフ
ネッカチーフ(省略してネッチ、ネッカチまたは単にチーフと呼ばれることもある)は直角二等辺三角形（または正方形）の布で出来ており、着用の際は三角形の長辺（正方形の場合は対角線で二つ折りにして）から頂部に向かって巻き上げて首にかけ、チーフリング（後述）と呼ばれる留め具を用いて制服の第一ボタンと第二ボタンの間で留める。（チーフリングを使わず、「叶結び」等で直接結ぶこともあるが、海外では時折見かけられるものの、日本においては「だらしない」と判断される事が多くほとんどのスカウトがチーフリングを使用している。）
ボーイスカウト日本連盟需品部で、標準となる制服と共に販売されているものは、直角二等辺三角形で直角を挟む二辺がそれぞれ75cm（カブスカウト用は65cm、ビーバースカウト用は50cm）の綿布だが、教育規定上は定められた大きさはない。また、素材も、応急処置用の三角巾や埃よけのマスク、風呂敷など多目的に使用することもできる綿布が選ばれることが多いが、大きさと同じく、教育規定上、特に定められた素材があるわけではない。
ネッカチーフの色や模様はさまざまで、所属する団によって異なり、同じ団でも隊によって異なる場合もあるが、色に関しては「隊で統一して定めた色」（2色以上でも構わない）という教育規定上の定めがあり、基本的には隊旗と共通の色が用いられる。また、ジャンボリーなどの特別なイベント時のみに着用するネッカチーフや、海外派遣時に着用するネッカチーフ、各連盟事務局のネッカチーフなどもあり、それらはすべて視覚的にスカウトの所属を表すものである。逆に言うと、一見してどこの所属かを判別するためのものなので、公式の場では所属隊によって定められたネッカチーフ以外を着用することは認められない。
スローガンである「日日の善行」を忘れないために、ネッカチーフの先端に一つ結び目を作り、何か善行をしたらそれを解くということもよく行われている。創始者ロバート・ベーデン＝パウエル卿の肖像写真にもネッカチーフの先端を結んだものが残っている。

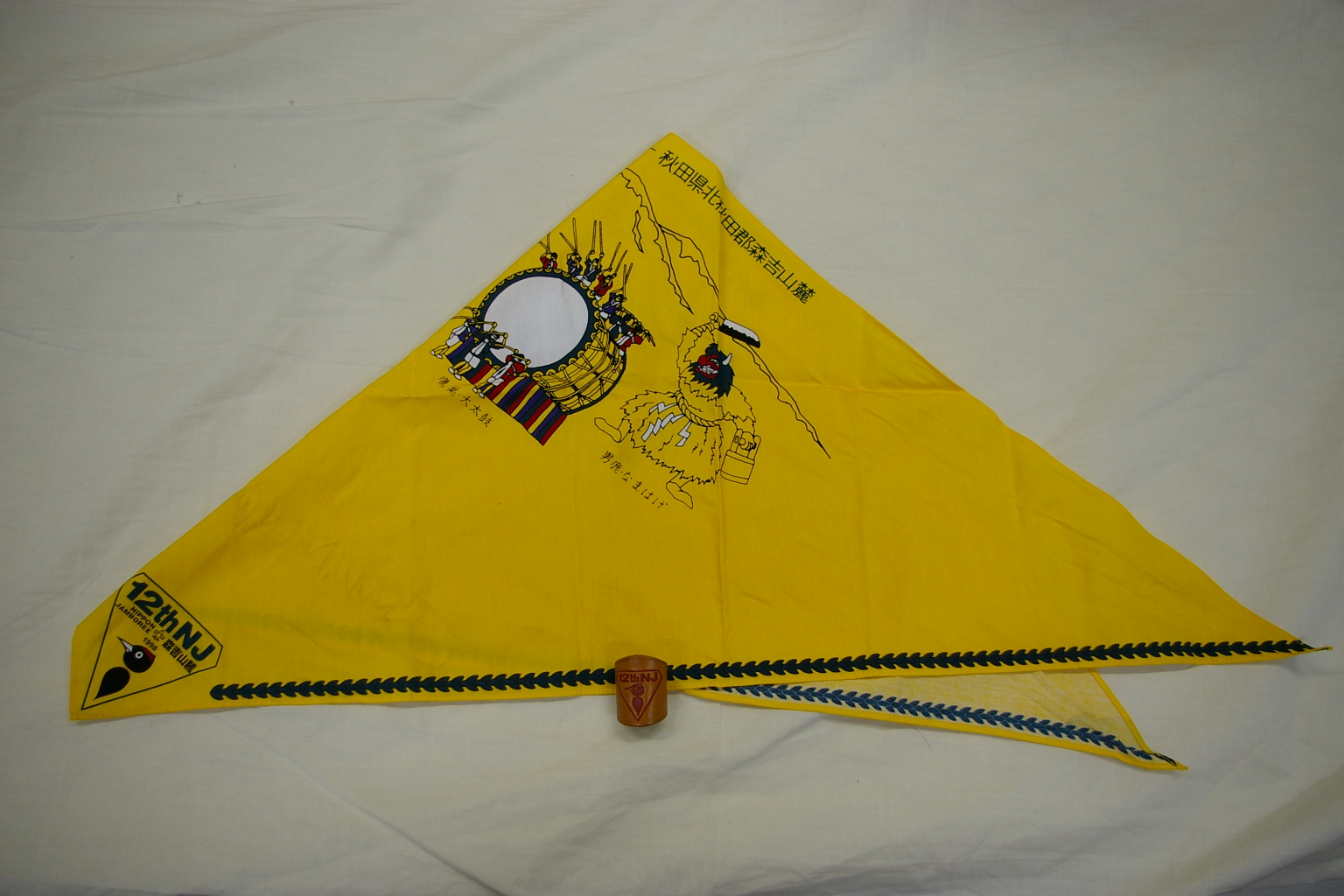
広げた状態
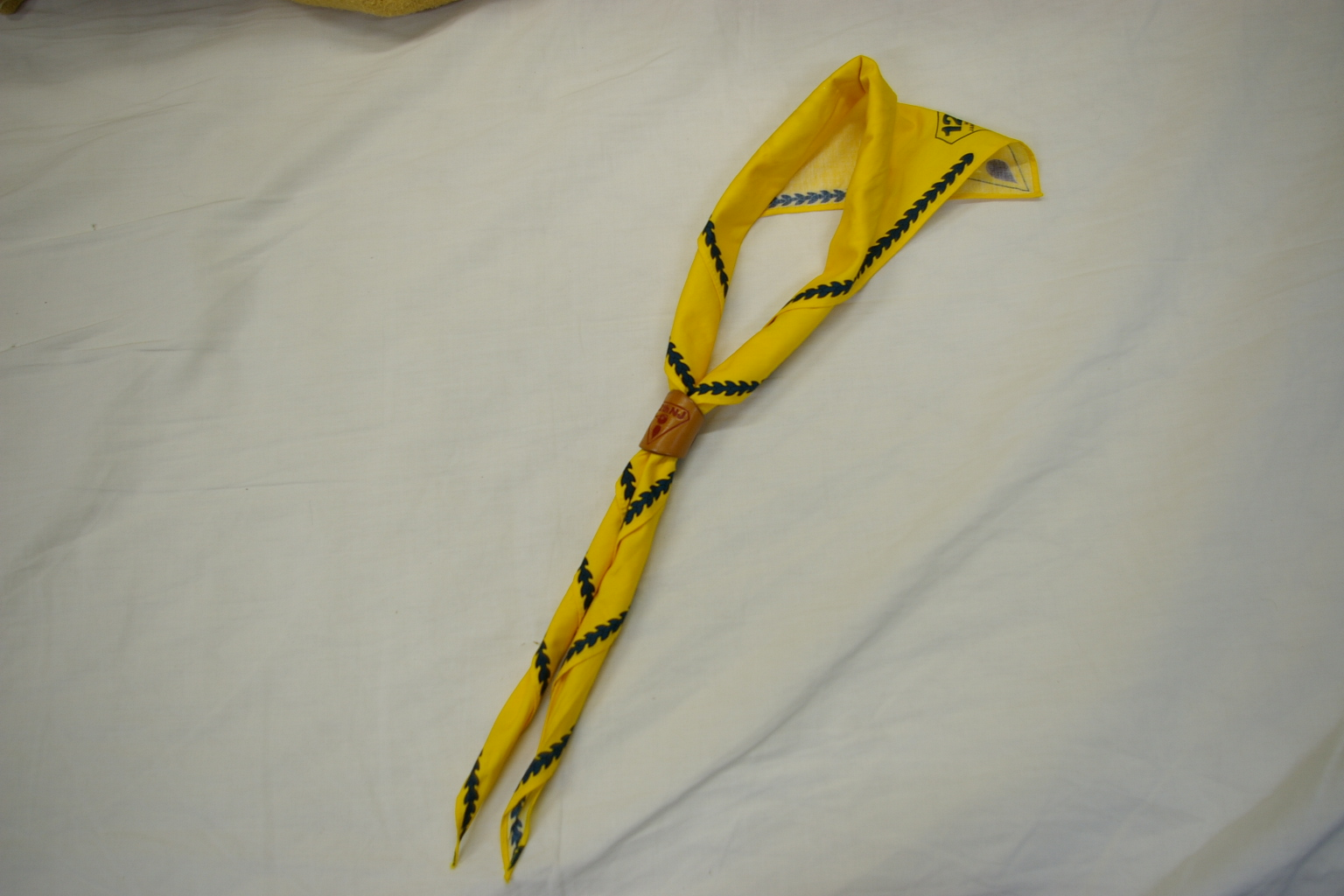
巻き上げた状態
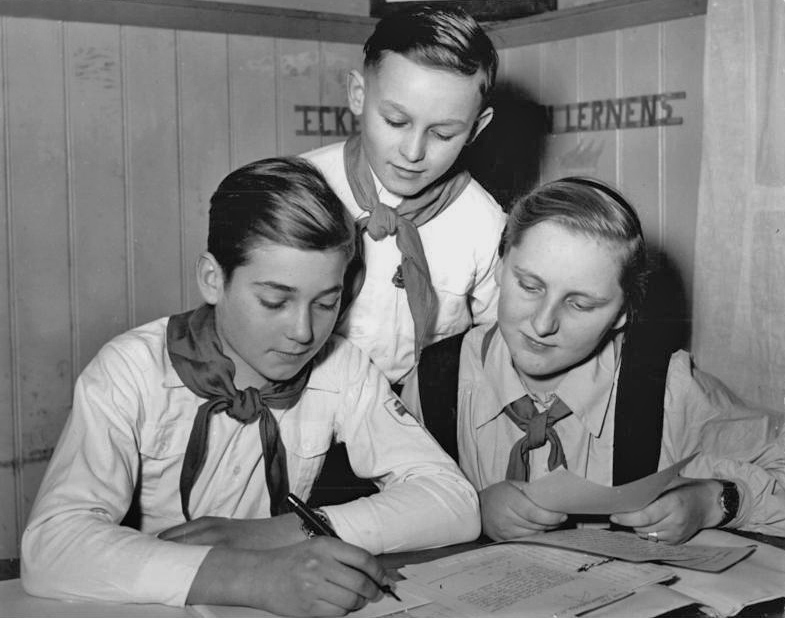
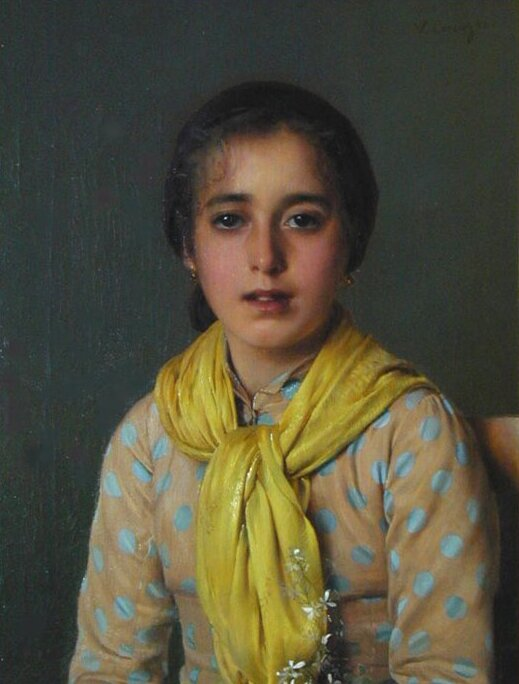
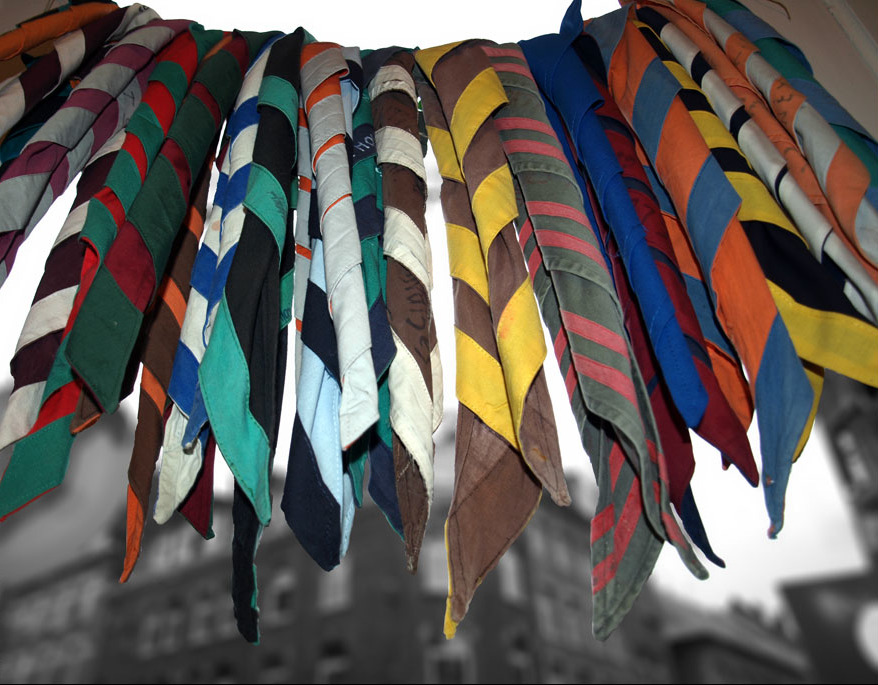
様々なネッカチーフ
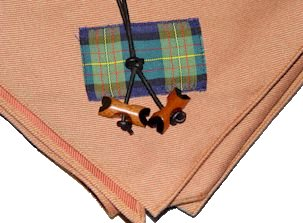
チーフリングは様々な素材でできている
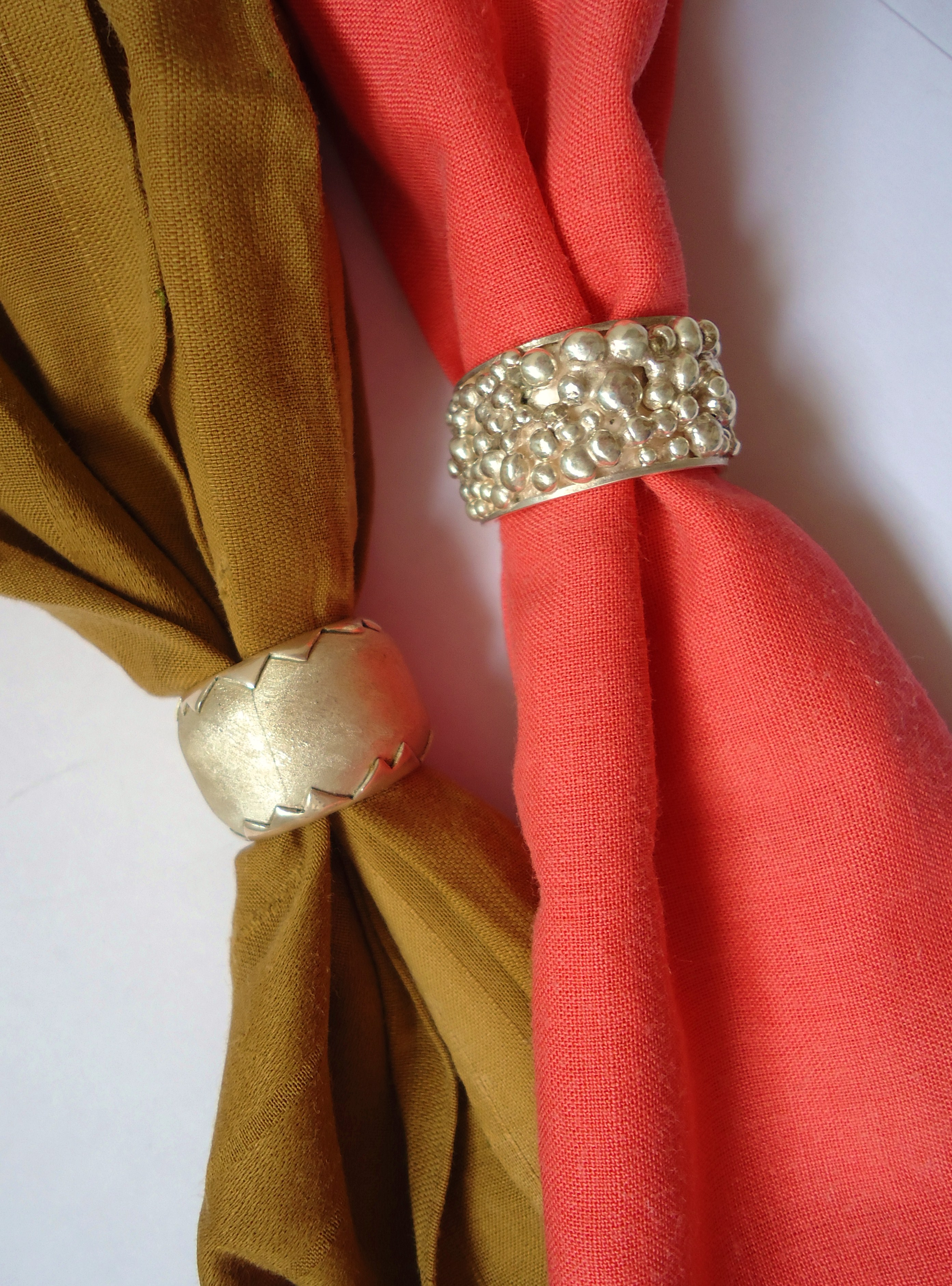
金属製のスカーフリング
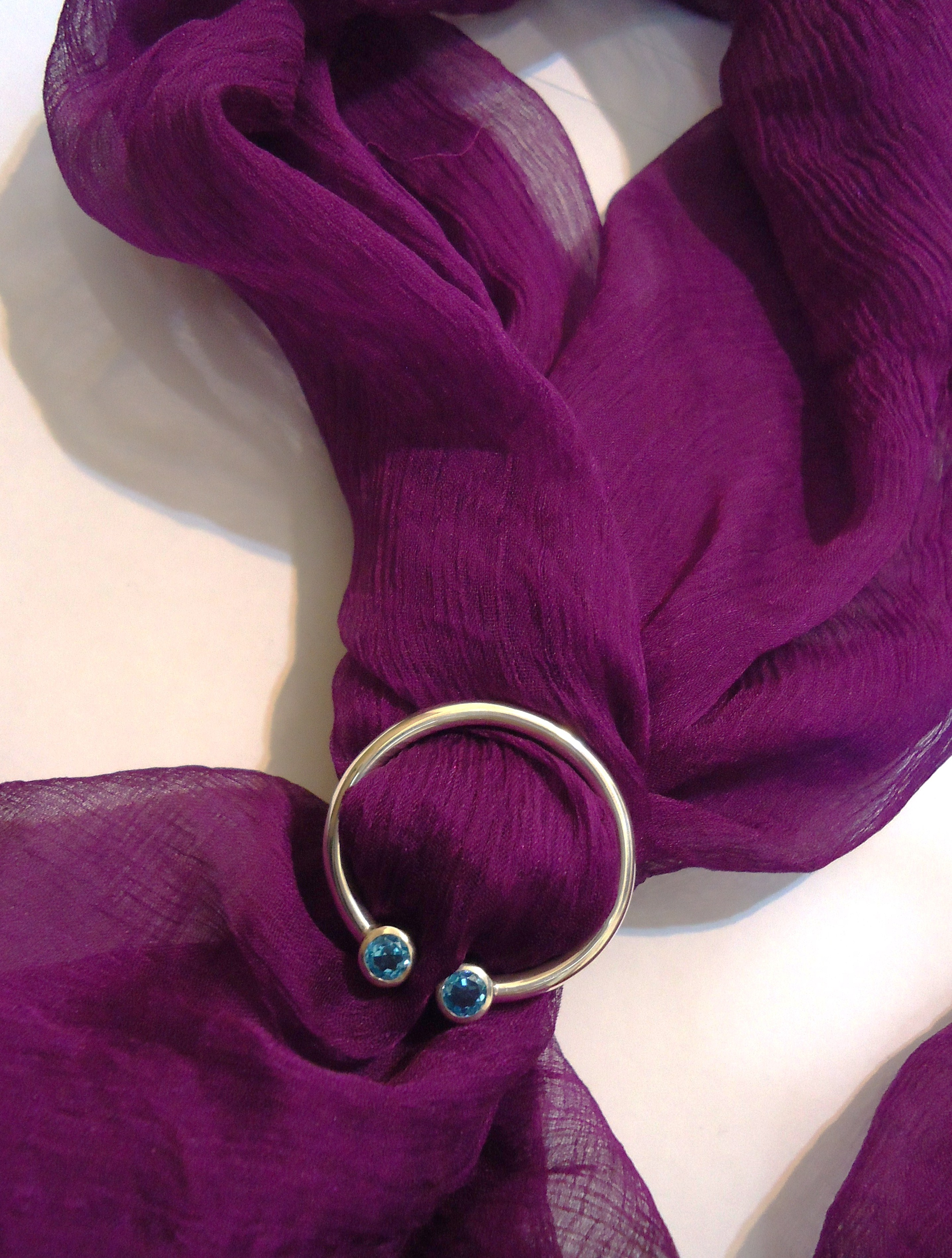

### ビーバースカウトのネッカチーフ
教育規定には「うす水色または隊で統一して定めた色の三角形あるいは正方形の布」と定められているが、ビーバー隊の隊旗が「うす水色」に統一されているので、多くの団で日本連盟需品部の「ビーバーネッカチーフ」が用いられている。
ビーバースカウトのチーフは、ビーバーのヒゲに見立てて、胸の前で交差させ、交差したところをチーフリングで縦に留める。これは、チーフリングの脱落を防止するため効果をねらったものである。なお、ビーバー隊の指導者は、カブスカウト以上と同じように、チーフの両端をそろえてチーフリングに通し、チーフリングを胸の前に引き上げて留める。

### カブスカウトのネッカチーフ
教育規定には「黄色または隊で統一して定めた色の三角形あるいは正方形の布」と定められているが、カブ隊の隊旗が「黄色」に統一されているので、日本連盟需品部の「カブネッカチーフ」を用いる団も多い。

### ボーイスカウト以上のネッカチーフ
教育規定には「隊で統一して定めた色の三角形あるいは正方形の布」と定められている。

### その他

#### ギルウェル・スカーフ
ギルウェル・スカーフとは、1919年に、W・F・マクラーレンが、指導者訓練の場としてギルウェル・パークを英国ボーイスカウト連盟に寄贈したことに感謝するため、マクラーレン家のキルトの紋様をつけて作られ、現在も継承されているネッカチーフである。
隊指導者の上級訓練を行うウッドバッジ実修所を修了した指導者は、ギルウェル・スカーフを着用することができる。（ただし、自隊と行動をともにするときは着用できない。）

## ガールスカウトのネッカチーフ
ガールスカウトの制服はボーイスカウトとは違い教育規定で連盟需品部のものに統一されており、ネッカチーフも部門によってラインの色が違うだけで、デザインは全国共通である。

## チーフリング
の教育規定にはチーフリングに関する規定はなく、制服の中で、唯一、個性を出せる場所である。そのため、装飾や記念品としての価値もあり、ジャンボリーやさまざまな行事に合わせて、特殊なデザインのものも作られている。また、個人の趣味・余技として自作されることも多く、ジャンボリーなどで他のスカウトと友情の印として交換されることもある。
日本連盟需品部で販売されているものは金属製や皮製であるが、チーフリングの作成に用いられる材料は、木材、皮革、牛などの動物の骨、細紐、ビニールやプラスチック、金属、中には陶器製の物まであり、多種多様である。なお、チーフリングはその形状・材質によって外れやすいものもあるため、脱落防止に紐を付けたり、脱落しにくい小さなリングをもう一つ付ける場合もある。

## 紅領布

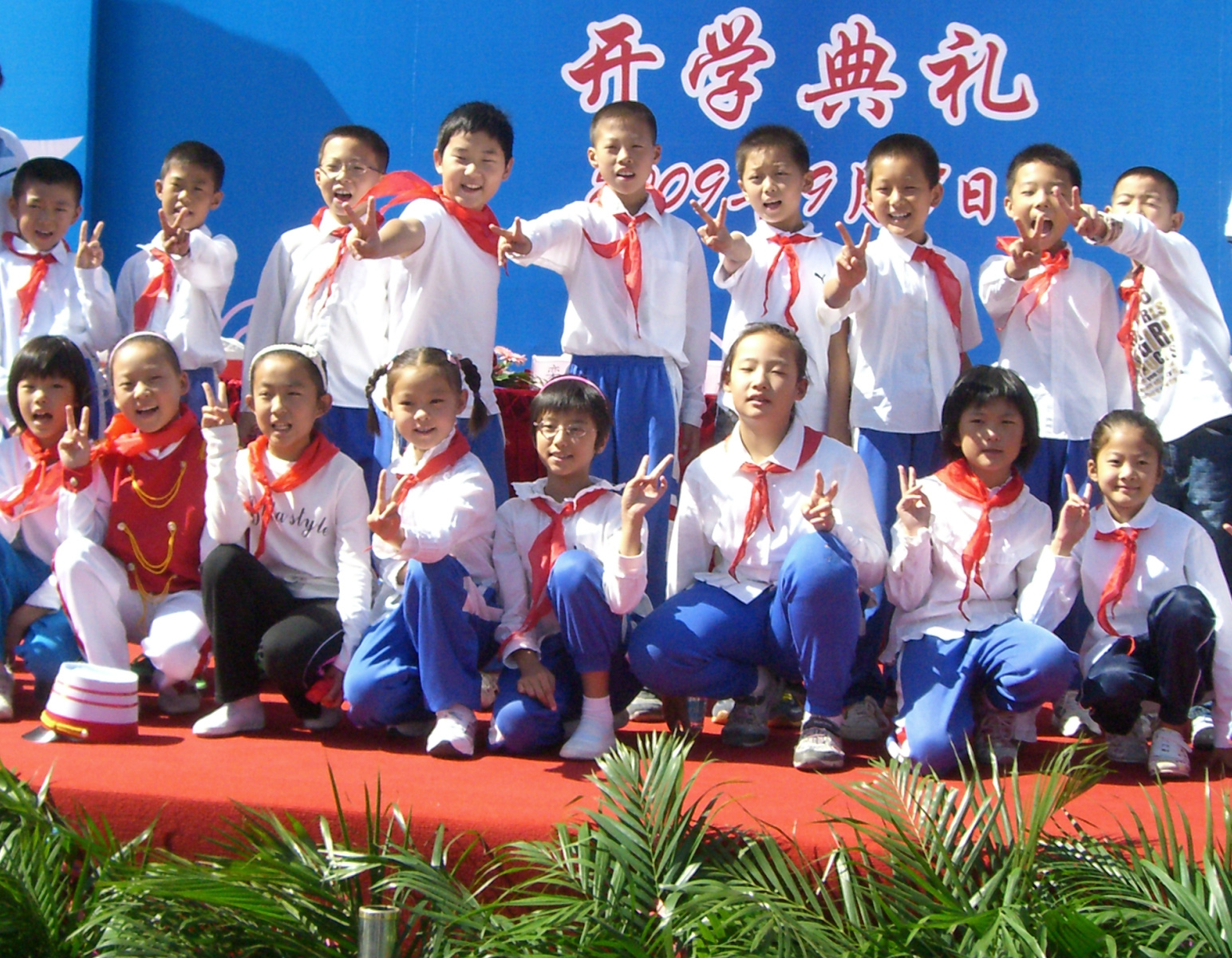
紅領布を首に巻いた中国の小学校児童たち

中国の小学校児童が制服の一つとして巻くよう強く義務付けられていた赤いネッカチーフ。赤は中国共産党の象徴色であり、紅領布には、共産党党員になるべく教練に励む名誉ある「中国少年先鋒隊（略称：少先隊）」の隊員になることを目標にしている児童の着用するものといった意味合いがあった。ただし、当の児童は意味を説明されることもなく着用させられていた。着けるのを忘れると成績評価の点数を減らされる。中国少年先鋒隊には最終的にほぼ全ての児童が入れるのであるが、第一波・第二波・第三波と、入隊を許された段階の違いで事実上の階層分けがなされる。ただ、地域によって違いがあり、最初から全員が自動的・強制的に入隊して紅領布を着用するという形を執っている学校もある。なお、21世紀の中国においては、全国一律で強制するというものではなくなっている。